# Om (rzeka)
Om (ros. Омь) – rzeka w azjatyckiej części Rosji, prawy dopływ Irtysza. Przepływa po Stepie Barabińskim w Syberii Zachodniej. Jest to terytorium obwodu nowosybirskiego i omskiego. Źródła w jeziorze Omskim na Równinie Wasiugańskiej.
- Długość 1091 km
- Powierzchnia dorzecza ok. 52,4 tys. km²
- Średni przepływ wody w lipcu-sierpniu w mieście Kałaczinsk 90 m³/s, inne źródła podają 60 m³/s
- Średnie nachylenie koryta 0,07 m/km

Dopływy: Icza, Oka, Ugurmanka, Uzakła, Kama, Tartas
Miasta położone nad rzeką: Barabińsk, Kałaczinsk, Kujbyszew, Omsk.